# Очняк вовчок
Очняк вовчок (Hyponephele lupina) — вид денних метеликів родини сонцевиків (Nymphalidae).

## Поширення
Вид поширений в Північній Африці, Південній Європі, Туреччині, на Близькому Сході, Кавказі і Закавказзі, Середній Азії на схід до Непалу, Тянь-Шаню і Прибайкалля. В Україні трапляється локально в південних областях та Криму.

## Опис
Довжина переднього крила 21-27 мм. Верхня сторона передніх крил самців має темно-сіре андроконіальне поле. У самиць чорні «вічка» на крилах розташовуються на окремих вохристих плямах. Нижня сторона задніх крил сірого кольору.

## Спосіб життя
Вид трапляється на степових та лучних ділянках, узліссях, обабіч доріг. Метелики літають з кінця травня до першої половини вересня. Самиці відкладають яйця поштучно на листя кормових рослин. Гусениці живляться різними злаками, такими як тонконіг, костриця, стоколос, ковила тощо. Заляльковується на нижньому боці листків рослин. Зимують гусениці молодших віків.